# شون فيلدينغ
شون فيلدينغ (بالإنجليزية: Shawne Fielding)‏ هي عارضة سويسرية وأمريكية، ولدت في 27 يونيو 1969 في إل باسو في الولايات المتحدة.

## وصلات خارجية
- شون فيلدينغ على موقع IMDb (الإنجليزية)